# Rubber Factory
Rubber Factory è il terzo album del duo blues-rock The Black Keys, pubblicato nel 2004 dalla Fat Possum Records. È stato registrato in una fabbrica abbandonata nella città natale del duo, Akron, Ohio. Come gli album precedenti è stato prodotto e registrato da Patrick Carney. Patrick Carney ha dichiarato che la fabbrica è stata abbattuta nel 2010.
La canzone When the Lights Go Out è stata utilizzata nel trailer del film Black Snake Moan, mentre 10 A.M. Automatic è presente in uno spot della American Express, nei film Die Hard - Vivere o morire e The Go-Getter (quest'ultimo presenta anche Keep Me). Si può sentire Grown So Ugly nella scena del party nel film Cloverfield. Girl Is on My Mind è stata utilizzata per gli spot della Sony Ericsson e di Victoria's Secret.

## Tracce
Testi e musiche di Dan Auerbach e Patrick Carney, eccetto dove indicato.
1. When the Lights Go Out – 3:23
2. 10 A.M. Automatic – 2:59
3. Just Couldn't Tie Me Down – 2:57
4. All Hands Against His Own – 3:16
5. The Desperate Man – 3:54
6. Girl Is on My Mind – 3:28
7. The Lengths – 4:54
8. Grown So Ugly – 2:27 (Robert Pete Williams)
9. Stack Shot Billy – 3:21
10. Act Nice and Gentle – 2:41 (Ray Davies)
11. Aeroplane Blues – 2:50
12. Keep Me – 2:52
13. 'Till I Get My Way – 2:31

## Formazione
- Dan Auerbach - chitarra, voce
- Patrick Carney - batteria